# Deepti Sharma
Deepti Sharma (* 14. August 1997 in Saharanpur, Indien) ist eine indische Cricketspielerin die seit 2014 für die indischen Nationalmannschaft spielt.

## Kindheit und Ausbildung
Sharma war die jüngste von sieben Geschwistern und kam zum Cricket über ihren Bruder, der selbst für Uttar Pradesh spielte. Sie begann Übungs-Sessions zu besuchen und wurde dabei einer davon von Chef-Selektorin Hemalata Kala entdeckt. In der Folge nahm sie an mehreren Auditions teil, wurde aber auf Grund ihres Alters zunächst nicht berücksichtigt, aber weiter gefördert. Als sie auch von anderen Selektoren anerkannt wurde, bekam sie Einsätze im nationalen Cricket und für die Indische A-Mannschaft.

## Aktive Karriere

### Anfänge in der Nationalmannschaft
Ihr Debüt in der Nationalmannschaft hatte sie beim dritten WODI bei der Tour gegen Südafrika im November 2014, bei dem sie 2 Wickets für 35 Runs erzielte. Ihren nächsten Einsatz konnte sie im Sommer 2015 absolvieren, als sie bei der Tour gegen Neuseeland eingesetzt wurde. Ihre beste Leistung waren im dritten WODI mit 44* Runs am Schlag und 2 Wickets für 20 Runs im Bowling. Ihr Debüt im WTwenty20-Cricket hatte sie auf der Tour in Australien im Januar 2016. Bei der nachfolgenden Tour gegen Sri Lanka konnte sie im Bowling überzeugen, als im zweiten WODI 4 Wickets für 23 Runs und im dritten 6 Wickets für 20 Runs erzielte. Für beide Leistungen wurde sie als Spielerin des Spiels ausgezeichnet.
Beim Women’s Cricket World Cup Qualifier 2017 hatte sie Anteil an der Qualifikation für wie Weltmeisterschaft. In der Vorrunde konnte sie zwei Half-Centuries gegen Sri Lanka (über 54 Runs) und Irland (über 89 Runs) erzielen. Nachdem die Qualifikation gesichert war, erzielte sie im Finale gegen Südafrika ein weiteres Fifty über 71 Runs und wurde dafür als Spielerin des Spiels ausgezeichnet. Im Mai 2017 spielte sie dann bei einem Vier-Nationen-Turnier in Südafrika. Im ersten Spiel gegen Irland erzielte sie ein Half-Century über 51* Runs, sowie 3 Wickets für 20 Runs, und wurde dafür als Spielerin des Spiels ausgezeichnet. In ihrem dritten Spiel bei dem Turnier gegen Irland startete sie als Eröffnungs-Batterin zusammen mit Punam Raut. Mit einer Partnerschaft über 320 Runs, von denen Sharma 188 Runs aus 160 Bällen erzielte, setzten sie einen Rekord für die höchste Partnerschaft im WODIs und die höchste Eröffnungspartnerschaft im ODI-Cricket generell. Im folgenden Spiel konnte sie dann noch mal ein Fifty über 71 Runs erreichen.

### Erste Weltmeisterschaften
Der Women’s Cricket World Cup 2017 begann für sie mit 3 Wickets für 47 Runs gegen England und sicherte so als beste Bowlerin den Sieg. Weitere Highlights der Vorrunde waren zwei Half-Centuries über 78 Runs gegen Sri Lanka und 60 Runs gegen Südafrika. Im Halbfinale sicherte sie dann mit 3 Wickets für 59 Runs den Sieg gegen Australien ab. Zu Beginn des Jahres 2018 konnte sie sowohl ein Half-Century über 79 Runs auf der Tour in Südafrika, als auch eines über 54* Runs auf der Tour gegen England erzielen. Im November spielte sie beim ICC Women’s World Twenty20 2018 konnte dort jedoch nicht herausstechen.
Zu Beginn des Jahres 2019 konnte sie ein Fifty über 52 Runs auf der Tour in Neuseeland erzielen. Im Herbst 2019 konnte sie vor allem im Bowling in WTwenty20 überzeugen, als sie auf der Tour gegen Südafrika in einem Spiel 3 Wickets für 8 Runs und auf der Tour in den West Indies 4 Wickets für 10 Runs erzielte. Im Februar 2020 spielte sie beim ICC Women’s T20 World Cup 2020 und ihre besten Leistungen hatte sie dort jeweils gegen Australien. In der Vorrunde konnte sie 49* Runs erzielen und bei der Niederlage im Finale war sie mit 33 Runs und 2 Wickets für 38 Runs beste Inderin am Schlag und mit dem Ball.

### Test-Debüt
Im Sommer 2021 absolvierte sie ihren ersten WTest auf der Tour in England. Dabei konnte sie mit 54 Runs ein Half-Century und im Bowling 3 Wickets für 65 Runs erzielen. In der WODI-Serie konnte sie im dritten Spiel 3 Wickets für 47 Runs erzielen. Auf der Tour in Australien absolvierte sie ihren zweiten Test und konnte dort ebenfalls ein Half-Century über 66 Runs erzielen. Im September 2021 unterzeichnete sie einen Vertrag mit den Sydney Thunder für die australische Women’s Big Bash League.